# Koszmosz–407
A Koszmosz–407 (oroszul: Космос–407) szovjet Sztrela–2 típusú katonai távközlési műhold volt.

## Küldetés
Háromszintű kommunikációs műholdrendszer, két különálló, telepített rendszer biztosította az összeköttetést a szovjet Honvédelmi Minisztérium és a hadseregek parancsnokságai között. 1970–1994 között összesen 59 Sztrela–2M állt szolgálatba..

## Jellemzői
1971. április 23-án a Pleszeck űrrepülőtér 132/1-es indítóállásából egy Koszmosz–3M (11K65M) segítségével indították alacsony Föld körüli pályára. Az orbitális egység alappályája 101 perces, 74,1 fokos hajlásszögű, elliptikus pálya perigeuma 791 km, apogeuma 819 km volt.
Stabilitását (tájolását) passzív mágneses-gravitációs igazodással biztosították. Hengeres alakú, átmérője 1, hossza 1,5 méter, tömege 750 kg. Az űreszközhöz napelemeket rögzítettek, éjszakai (földárnyék) energiaellátását kémiai akkumulátorok biztosították. Kialakított hűtőrendszere biztosította az üzemi hőmérsékletet. Az orbitális egység pályáját gázfúvókái segítségével korrigálták. Szolgálati időtartama 24 hónapról 36 hónapig nyúlt.
A légkörbe történő belépésének ideje ismeretlen.